# Teenage Mutant Hero Turtles II – Kampen om Ooze
Teenage Mutant Hero Turtles II – Kampen om Ooze (engelska: Teenage Mutant Ninja Turtles II: The Secret of the Ooze) är en amerikansk spelfilm som hade biopremiär i USA den 22 mars 1991. Filmen är baserad på berättelserna om de fyra mutantsköldpaddorna Teenage Mutant Ninja Turtles och är tillägnad Jim Henson.

## Handling
Sköldpaddorna tror att deras fiende Shredder är död sedan han fallit i sopkrossen i slutet av den föregående filmen. Fotklanen har fått reda på sköldpaddornas gömställe i kloakerna, och därför bor de tills vidare i journalisten April O'Neils lägenhet. Medan de letar ny lägenhet möter de pizzabudet Keno. Keno, som tränar kampsport, upptäcker ett rövarband och försöker själv stoppa dem, men rövarbandet är för starka och ger sig inte förrän sköldpaddorna kommer och hjälper Keno.
Samtidigt arbetar ninjamästaren Tatsu med att återuppbygga Fotklanen. Han får reda reda på att Shredder överlevt sopkrossen. Shredder har blivit besatt hämndbegär, och skickar ett gäng efter April.
Då April gör ett TV-reportage om företaget TGRI, upptäcker en vetenskapsman att avfallet TGRI gömt orsakat en mutation hos växter. Shredders utsände rapporterar detta till honom, och han vill då komma över avfallet. Samtidigt har Splinter tittat på TV, och visar sköldpaddorna och April något de känner igen: mutagenbehållaren som orsakat mutationen. Splinter sätter ihop den trasiga behållaren, och initialerna TGRI framträder.
När sköldpaddorna tar sig in på TGRI för att finna mutagenet möter de Tatsu och hans gäng. Tatsus gäng lyckas fly med behållaren och professor Jordan Perry. Shredder tvingar Perry att skapa mutagen som kan mutera djur. En alligatorsköldpadda och en varg blir Tokka och Rahzar. Professor Perry hemlighåller dock att han mixtrat med mutationen på ett sätt som ger Tokka och Razhar låg intelligens.
Medan de övriga tre sköldpaddorna finner ett nytt tillhåll i en gammal tunnelbanestation letar Raphael efter Fotklanen. Med hjälp av Keno, som blivit vän med sköldpaddorna, infiltrerar Raphael Fotklanens högkvarter men tas tillfånga av Shredder. Keno kallar på de andra, som beger sig till den bilskrot där Fotklanen håller till, för att rädda Raphael. Efter att ha klarat alla övriga hinder får sköldpaddorna problem med Tokka och Rahzar.
Sköldpaddorna lyckas fly och räddar professor Perry. Tillsammans försöker de skapa ett antimutagen för att göra Tokka och Rahzar vanliga igen. De lyckas, men måste försöka få Tokka och Razhar att äta antimutagenet. Sköldpaddorna möter Tokka och Razhar på en nattklubb med många människor. Samtidigt framför Vanilla Ice hiphoplåten "Ninja Rap", vars refräng lyder "Go Ninja, Go Ninja, Go!". Sköldpaddorna får Tokka och Rahzar att äta antimutagenet och sprutar sedan brandsläckningsmedel in i Tokka och Rahzars munnar för att förhindra dem att spotta ut antimutagenet. Antimutagenen fungerar, och Tokka och Rahzar blir vanliga djur igen. Samtidigt använder sig Shredder av en liten bit mutagen, vilket gör honom starkare, och som Super Shredder (jätte-Shredder i textningar på svenska) attackerar han sköldpaddorna. Under striden, som står i hamnen, slår han sönder bryggan så att den faller på honom. Sköldpaddorna kommer undan genom att dyka ner i vattnet. Shredders hand sticker upp från bryggan, tills den någon sekund senare faller ner, och Shredder förmodas vara död.

## Om filmen
Jämfört med den första långfilmen har denna film en ljusare atmosfär, inspirerad av 1987 års tecknade TV-serie med sitt science fiction-tema. Sköldpaddorna använder knappt sina vapen. Filmen behandlar existentiella frågor, sköldpaddorna får reda på att deras mutation bara var ett misstag.

## Medverkande

### Skådespelare
- April O'Neil - Paige Turco
- Professor Jordon Perry - David Warner
- Michaelangelo - Michelan Sisti
- Donatello - Leif Tilden
- Raphael - Kenn Troum
- Leonardo - Mark Caso
- Splinter - Kevin Clash
- Keno - Ernie Reyes, Jr.
- Shredder - François Chau
- Tatsu - Toshishiro Obata
- Chief Sterns - Raymond Serra
- Rahzar - Mark Ginther
- Tokka - Kurt Bryant
- Super Shredder - Kevin Nash

### Röster
- Donatello - Adam Carl
- Leonardo - Brian Tochi
- Michaelangelo - Robbie Rist
- Raphael - Laurie Faso
- Splinter - Kevin Clash
- Shredder - David McCharen
- Tatsu - Michael McConnohie
- Tokka - Frank Welker
- Rahzar - Frank Welker

## Övrigt
Den 3 september 2002 släpptes filmen på DVD i DVD-region 1.

### Fotnoter
1. ↑  ”Teenage Mutant Ninja Turtles II” (på engelska). Box Office Mojo. 22 mars 1991. http://www.boxofficemojo.com/movies/?id=tnmt2.htm. Läst 4 september 2016.